# Championnat de France de billard carambole 3 bandes
Le Championnat de France billard carambole au 3 bandes est organisé chaque saison par la Fédération française de billard.

## Règles
Dans le jeu du billard 3 bandes, nous devons réaliser le carambolage par trois bandes minimum avant de toucher la troisième bille.

## Palmarès

### Année par année

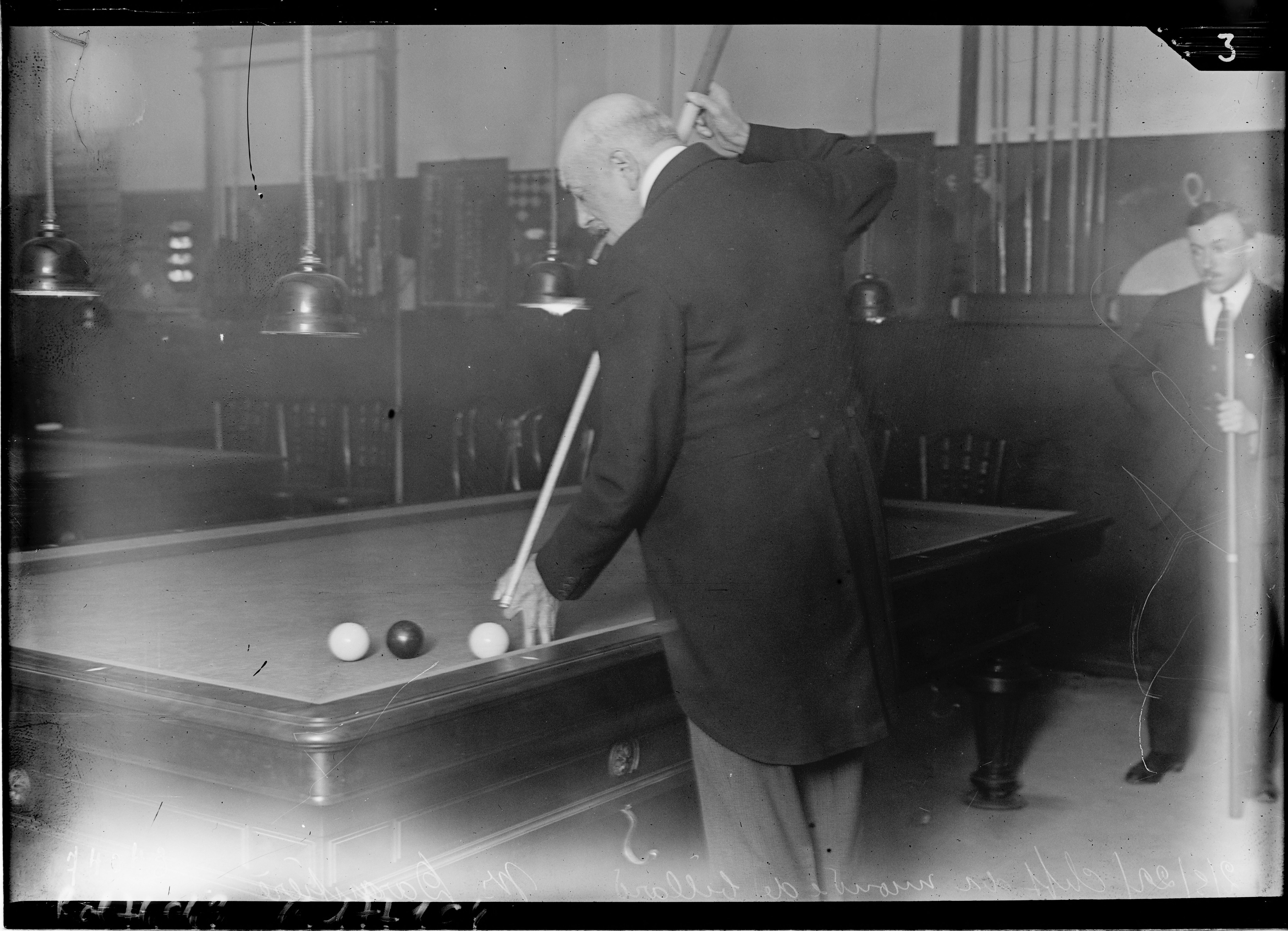
Le premier gagnant Charles Darantière

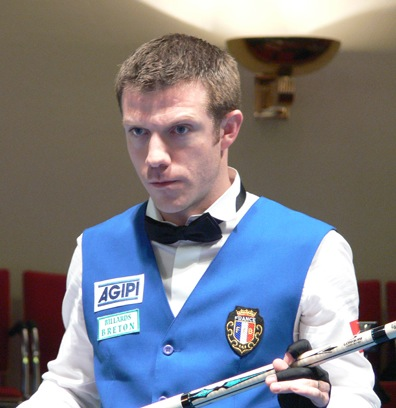
Jérémy Bury - Recordman de France de la moyenne générale.

Liste des champions de France de la FFB au 3 bandes,,.
| Année       | Ville hôte                 | Joueur                   | Moyenne Générale   |
| ----------- | -------------------------- | ------------------------ | ------------------ |
| 1922        | Paris                      | Charles Darantière (1)   | 0,456              |
| 1923        | Paris                      | Charles Darantière (2)   | 0,590              |
| 1924        | Paris                      | Van Minden (1)           | 0,471              |
| 1925        | Paris                      | Briday (1)               | 0,535              |
| 1926        | Paris                      | Charles Darantière (3)   | 0,397              |
| 1927        | Paris                      | Jacques Davin (1)        | 0,465              |
| 1928        | Paris                      | Jacques Davin (2)        | 0,503              |
| 1929        | Paris                      | Guillemin (1)            | 0,470              |
| 1930        | Paris                      | Lelièvre (1)             | 0,566              |
| 1931        | Paris                      | Jean De Gasparin (1)     | 0,470              |
| 1932        | Paris                      | Jacques Davin (3)        | 0,596              |
| 1933        | Paris                      | Jacques Davin (4)        | 0,572              |
| 1934        | Marseille                  | Jean Albert (1)          | 0,649              |
| 1935        | Paris                      | Alfred Lagache (1)       | 0,732              |
| 1936        | Paris                      | Alfred Lagache (2)       | 0,649              |
| 1937        | Paris                      | Alfred Lagache (3)       | -                  |
| 1938        | Paris                      | Lacroix (1)              | 0,610              |
| 1939        | Paris                      | Robert Hazard (1)        | 0,537              |
| 1940 à 1945 | Pas de championnat         | Pas de championnat       | Pas de championnat |
| 1946        | Paris                      | Alfred Lagache (4)       | 0,782              |
| 1947        | Marseille                  | Roger Hanoun (1)         | 0,753              |
| 1948        | -                          | -                        | -                  |
| 1949        | -                          | -                        | -                  |
| 1950        | -                          | -                        | -                  |
| 1951        | -                          | -                        | -                  |
| 1952        | -                          | -                        | -                  |
| 1953        | -                          | -                        | -                  |
| 1954        | -                          | -                        | -                  |
| 1955        | -                          | -                        | -                  |
| 1956        | -                          | -                        | -                  |
| 1957        | -                          | -                        | -                  |
| 1958        | -                          | -                        | -                  |
| 1959        | -                          | Bernard Siguret (1)      | 0,856              |
| 1960        | Paris                      | Roger Hanoun (2)         | 1,025              |
| 1961        | Bordeaux                   | Bernard Siguret (2)      | 0,846              |
| 1962        | Le Havre                   | Roger Hanoun (3)         | 0,921              |
| 1963        | Angoulême                  | Albert Lasserre (1)      | 0,858              |
| 1964        | Marseille                  | Roger Hanoun (4)         | 0,826              |
| 1965        | Arras                      | Roger Hanoun (5)         | 1,052              |
| 1966        | Périgueux                  | Roger Hanoun (6)         | 0,906              |
| 1967        | Paris                      | Roger Hanoun (7)         | 0,897              |
| 1968        | Lyon                       | Roger Hanoun (8)         | 0,884              |
| 1969        | Ablon                      | Jean Marty (1)           | 0,954              |
| 1970        | Crosne                     | Roland Dufetelle (1)     | 0,925              |
| 1971        | Bellegarde Pessac          | Roland Dufetelle (2)     | 0,918              |
| 1972        | Crosne                     | Albert Lasserre (2)      | 0,836              |
| 1973        | Strasbourg                 | Roland Dufetelle (3)     | 0,987              |
| 1974        | Paris                      | Albert Lasserre (3)      | 0,985              |
| 1975        | Paris                      | Richard Bitalis (1)      | 0,978              |
| 1976        | Toulouse                   | Roland Dufetelle (4)     | 1,082              |
| 1977        | Paris                      | Richard Bitalis (2)      | 1,115              |
| 1978        | Bordeaux                   | Richard Bitalis (3)      | 1,029              |
| 1979        | Saint-Maur-des-Fossés      | Egidio Vierat (1)        | 0,947              |
| 1980        | Lyon                       | Egidio Vierat (2)        | 1,079              |
| 1981        | Vichy                      | Egidio Vierat (3)        | 1,108              |
| 1982        | Argenteuil                 | Richard Bitalis (4)      | 1,111              |
| 1983        | Bergerac                   | Egidio Vierat (4)        | 1,027              |
| 1984        | Cannes                     | Egidio Vierat (5)        | 0,980              |
| 1985        | Blagnac                    | Jean Marty (2)           | 1,079              |
| 1986        | Chartres                   | Richard Bitalis (5)      | 1,088              |
| 1987        | Lyon                       | Albert Lasserre (4)      | 1,087              |
| 1988        | Marseille                  | Jean Marty (3)           | 1,138              |
| 1989        | Rouen                      | Richard Bitalis (6)      | 1,250              |
| 1990        | Saint-Étienne              | Richard Bitalis (7)      | 1,097              |
| 1991        | Remiremont                 | Richard Bitalis (8)      | 1,422              |
| 1992        | Bruay-sur-l'Escaut         | Richard Bitalis (9)      | 1,569              |
| 1993        | Istres                     | Francis Connesson (1)    | 1,137              |
| 1994        | Chartres                   | Jean-Michel Vidal (1)    | 1,079              |
| 1995        | Erstein                    | Francis Connesson (2)    | 1,013              |
| 1996        | Saint-Quentin              | Francis Connesson (3)    | 1,098              |
| 1997        | Angers                     | Richard Bitalis (10)     | 1,397              |
| 1998        | Belfort                    | Jean Reverchon (1)       | 0,943              |
| 1999        | Forges-les-Eaux            | Jean-Christophe Roux (1) | 1,632              |
| 2000        | Crépy-en-Valois            | Francis Connesson (4)    | 1,088              |
| 2001        | Andernos-les-Bains         | Marc Boingnères (1)      | 1,083              |
| 2002        | La Rochelle                | Jean-Christophe Roux (2) | 1,189              |
| 2003        | Sisteron                   | Jérémy Bury (1)          | 1,066              |
| 2004        | Troyes                     | Francis Connesson (5)    | 1,268              |
| 2005        | Rodez                      | Richard Bitalis (11)     | 1,319              |
| 2006        | Laxou                      | Jérémy Bury (2)          | 1,553              |
| 2007        | Faches-Thumesnil           | Jean-Christophe Roux (3) | 1,333              |
| 2008        | Courbevoie                 | Jérémy Bury (3)          | 1,444              |
| 2009        | Palavas-les-Flots          | Jean-Christophe Roux (4) | 1,279              |
| 2010        | Castres                    | Jean-Christophe Roux (5) | 1,437              |
| 2011        | Schiltigheim               | Jérémy Bury (4)          | 1,786              |
| 2012        | Ozoir-la-Ferrière          | Jérôme Barbeillon (1)    | 1,142              |
| 2013        | Saint-Maur-des-Fossés      | Jérémy Bury (5)          | 1,748              |
| 2014        | Ronchin & Faches-Thumesnil | Jean-Christophe Roux (6) | 1,360              |
| 2015        | Évian-les-Bains            | Jérémy Bury (6)          | 1,686              |
| 2016        | Saint-Maur-des-Fossés      | Jérôme Barbeillon (2)    | 1,370              |
| 2017        | Ronchin                    | Jérémy Bury (7)          | 1,307              |
| 2018        | Saint-Raphaël (Var)        | Jérémy Bury (8)          | 1,764              |
| 2019        |                            | Jérémy Bury (9)          |                    |
| 2020        | Covid-19                   | Covid-19                 | Covid-19           |
| 2021        | Covid-19                   | Covid-19                 | Covid-19           |
| 2022        | Rouen                      | Jérémy Bury (10)         | 1,569              |
| 2023        | La Baule                   | Jérémy Bury (11)         |                    |
| 2024        |                            | Mikaël Devogelaere       |                    |
| 2025        | St Maur                    | Jérémy Bury (12)         |                    |

## Records

### Record de moyenne générale
| Joueur      | Année | Moyenne Générale |
| ----------- | ----- | ---------------- |
| Jeremy Bury | 2011  | 1.786            |

### Record de victoire
| Joueur               | Nombre de victoires |
| -------------------- | ------------------- |
| Jérémy Bury          | 12                  |
| Richard Bitalis      | 11                  |
| Roger Hanoun         | 8                   |
| Jean-Christophe Roux | 6                   |
| Francis Connesson    | 5                   |
| Egidio Vierat        | 5                   |
| Jacques Davin        | 4                   |
| Alfred Lagache       | 4                   |
| Albert Lasserre      | 4                   |
| Roland Dufetelle     | 4                   |
| Charles Darantière   | 3                   |
| Jean Marty           | 3                   |
| Jérôme Barbeillon    | 2                   |
| Lacroix              | 1                   |
| Robert Hazard        | 1                   |
| Jean Reverchon       | 1                   |
| Jean-Michel Vidal    | 1                   |
| Marc Boingnères      | 1                   |
| Jean Albert          | 1                   |
| Guillemin            | 1                   |
| Lelièvre             | 1                   |
| Jean De Gasparin     | 1                   |
| Van Minden           | 1                   |
| Briday               | 1                   |